# Zenerdiode
En zenerdiode er en elektronisk komponent med egenskaber som normale dioder af halvledertypen i lederetningen. Det særlige ved zenerdioden er, at mens en normal diode altid spærrer for strøm der prøver at løbe igennem dioden fra katode til anode, så begynder en zenerdiode at lede strøm i spærreretningen hvis spændingen overskrider en vis spændingsgrænse, den såkaldte zenerspænding. Denne egenskab bruges ofte i elektroniske kredsløb til at skabe en stabil jævnspænding.

## Zenerspænding
Zenerdioder fremstilles med zenerspændinger fra ca. 2,5 volt og op til flere hundrede volt. Dioder med zenerspændinger omkring ca. 5,6 volt er de mest temperaturstabile, dvs. deres zenerspænding ændrer sig ikke væsentligt, selvom dioden bliver varm.
Zenerspændingen er ikke en "eksakt størrelse", men et udtryk for et (snævert) spændingsinterval – spændingen over dioden i spærreretningen vil variere nogenlunde differentielt lineart med strømstyrken. Det bliver som regel modelleret ved en indre modstand i serie med zenerdioden.

## Zenerstabiliseret spænding
I elektroniske kredsløb bruges zenerdioder oftest til at skabe en stabil jævnspænding, dvs. en spænding hvis størrelse ikke varierer væsentligt med ændringer i temperatur eller evt. strømforbrug i en ekstern belastning Ra. Dette gøres ved at sende en strøm igennem en serieforbindelse af en modstand Rv – og en parallelforbindelse af en zenerdiode i spærreretningen og Ra: Hvis spændingen Uo over denne serieforbindelse er større end diodens zenerspænding, vil dioden lede strøm. Parallelforbindelsen af dioden og Ra, vil lede strøm og giver et spændingsfald over modstanden Rv, hvorved spændingen over dioden stort set bibeholdes. Systemet balancerer sig selv ved det punkt, hvor der lige netop er zenerspændingen hen over dioden.
Sådan en stabiliseret spændingskilde har dog en begrænsning i den strøm man kan trække fra den: Trækker man "for meget" strøm, falder spændingen U et stykke ned under zenerspændingen. Det kan man kompensere for ved at benytte en mindre modstand Rv for at forøge strømmen, men prisen er at der ved alt andet end spidsbelastning af den stabile jævnspænding spildes elektrisk energi i form af varme i zenerdiode og Rv. Af den grund bruges denne kobling primært til at strømforsyne små delkredsløb med ringe strømforbrug, eller til at frembringe en referencespænding til måle- eller regulerings-kredsløb.

## Zenereffekt og avalancheeffekt
Zenerdiodens virkemåde i spærreretningen kan forårsages af 2 forskellige fysiske fænomener; Zenereffekten og avalancheeffekten. I siliciumbaserede zenerdioder er det zenereffekten (har negativ temperaturkoefficient), som er hovedårsagen til zenerdiodevirkningen, når zenerdiode er designet til en zenerspænding på op til 5,6V. For spændinger højere end 5,6V, er det avalancheeffekten (har positiv temperaturkoefficient) som dominererer.
Har zenerdioden en zenerspænding og avalanchespænding på 5,6V er temperaturkoefficienten nul, fordi de to fysiske fænomeners temperaturkoefficienter ophæver hinanden.
Zenereffekten blev opdaget af den amerikanske fysiker Clarence Melvin Zener.
Dioder med Zenereffekt og avalancheeffekt markedsføres under ét som 'zenerdioder'.